# خانه حجازی (بهبهان)
خانه حجازی مربوط به دوره قاجار است و در بهبهان، خیابان عدالت، پشت مسجد جامع واقع شده و این اثر در تاریخ ۲۳ شهریور ۱۳۸۲ با شمارهٔ ثبت ۹۹۷۰ به‌عنوان یکی از آثار ملی ایران به ثبت رسیده است.